# Nowy cmentarz żydowski w Gnieźnie
Nowy cmentarz żydowski w Gnieźnie – kirkut znajduje się w Gnieźnie przy obecnej ul. Roosevelta. Teren o powierzchni 1,25 ha został przez gminę żydowską zakupiony w 1885 roku. W czasie II wojny światowej został zdewastowany. Po 1945 został zlikwidowany. Na miejscu znajdują się budynki obecnie mieszkalne, które pierwotnie były domami pogrzebowymi i adm. kirkutu, i szkoła wybudowana w latach 70 XX wieku.